# Defesa Antiaérea e Força Aérea Revolucionária
A Defesa Antiaérea e Força Aérea Revolucionária Cubana (em castelhano:  Defensa Anti-Aérea y Fuerza Aérea Revolucionaria), comumente abreviado DAAFAR, é a força aérea de Cuba.

## História

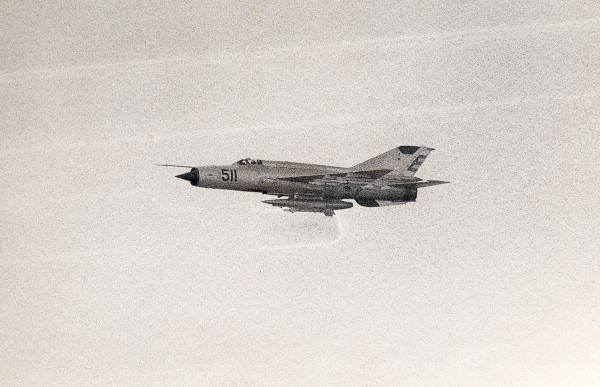
Um MiG-21MF cubano da década de 1970

Na década de 1980, Cuba, com a ajuda da União Soviética, foi capaz de aumentar seu poder no estrangeiro, usando sua força aérea, especialmente na África. Durante esta época, Cuba enviava caças e aeronaves de transporte militar para empregar em zonas de conflito tais como Angola e Etiópia. 
Em 1990, a Força Aérea Cubana era a melhor equipada na América Latina. No total, a moderna Força Aérea Cubana importou aproximadamente 230 aeronaves de asa fixa. Apesar de não se ter o número exato, analistas ocidentais estimam que no mínimo 130 (com apenas 25 operacionais) destas aeronaves ainda estavam em serviço, espalhados dentre as treze bases militares da ilha.
Em 1996, caças da DAAFAR derrubaram dois aviões Cessna baseados na Flórida, acusados de espalhar folhetos em espaço aéreo cubano. A força aérea foi criticada por não dar aos pilotos das aeronaves outras opções antes de serem abatidos. Uma das aeronaves escapou.
Em 1998, de acordo com o mesmo relato mencionado acima, a força aérea tinha menos que 24 caças MiG operacionais; o treinamento de pilotos mal mantinha sua proficiência; um número decadente de caças, mísseis terra-ar e artilharia de defesa aérea estavam disponíveis para responder forças aéreas que pudessem atacá-los.
Em 2007, o Instituto Internacional de Estudos Estratégicos avaliou a força com uma força de 8.000 homens e 41 aeronaves capazes de combate, com outras 188 armazenadas. A DAAFAR é conhecida por ter integrado agora alguns MiG-29 e MiG-23, trazendo para um número de 58 aeronaves em serviço ativo, dentre as quais: 6 MiG-29, 40 MiG-23 e 12 MiG-21. Também foram avaliados as aeronaves de transporte, incluindo 12 aeronaves operacionais e outros 8 treinadores L-39C, além de helicópteros como o Mil Mi-8, Mil Mi-17 e Mil Mi-24. Raúl Castro determinou em 2010 que todos os pilotos do MiG-29 deveriam receber treinamento completo, voando entre 200 e 250 horas anualmente, participando em treinamentos e exercícios militares. Até 20 MiG-23 também tinha este tipo de treinamento, mas os pilotos das unidades restantes passavam mais tempo em simuladores do que em voo real. As unidades do MiG-21 tinham tempo limitado nestes exercícios e passavam também mais tempo em simuladores e voando na empresa aérea estatal Aerogaviota. 
Na Base Aérea de San Antonio de los Baños, a sudoeste de Havana, várias aeronaves são visíveis ao observar no Google Earth.

## Aeronaves

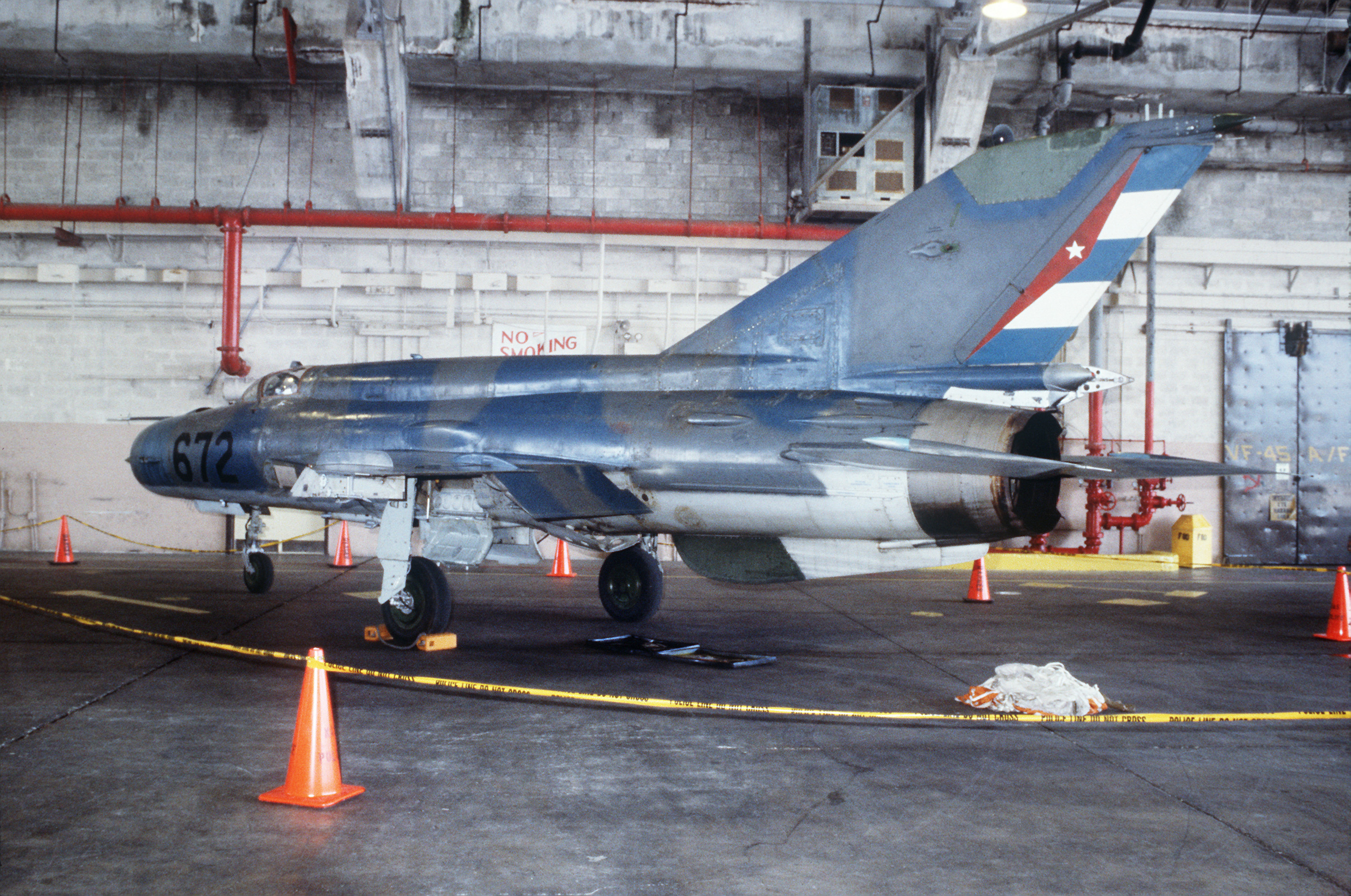
Vista lateral de um caça MiG-21 cubano em um hanar

### Frota atual
| Aeronave            | Origem              | Tipo                | Variante            | Em serviço          |                     |                     |
| Aeronave de combate | Aeronave de combate | Aeronave de combate | Aeronave de combate | Aeronave de combate | Aeronave de combate | Aeronave de combate |
| ------------------- | ------------------- | ------------------- | ------------------- | ------------------- | ------------------- | ------------------- |
| MiG-21              | União Soviética     | caça                |                     | 12                  |                     |                     |
| MiG-23              | União Soviética     | caça                |                     | 20                  |                     |                     |
| MiG-29              | Rússia              | multifunção         |                     | 3                   |                     |                     |
| Transporte          |                     |                     |                     |                     |                     |                     |
| Antonov An-26       | Ucrânia             | transporte          |                     | 2                   |                     |                     |
| Helicópteros        |                     |                     |                     |                     |                     |                     |
| Mil Mi-8            | Rússia              | utilitário          | Mi-8/17             | 10                  |                     |                     |
| Mil Mi-24           | Rússia              | ataque              | Mi-35               | 4                   |                     |                     |
| Treinador           |                     |                     |                     |                     |                     |                     |
| Aero L-39           | República Checa     | treinador a jato    |                     | 16                  |                     |                     |

## Bases Aéreas
- San Julián
  - 23º Regimento de Caça - MiG-23ML
- San Antonio de los Baños

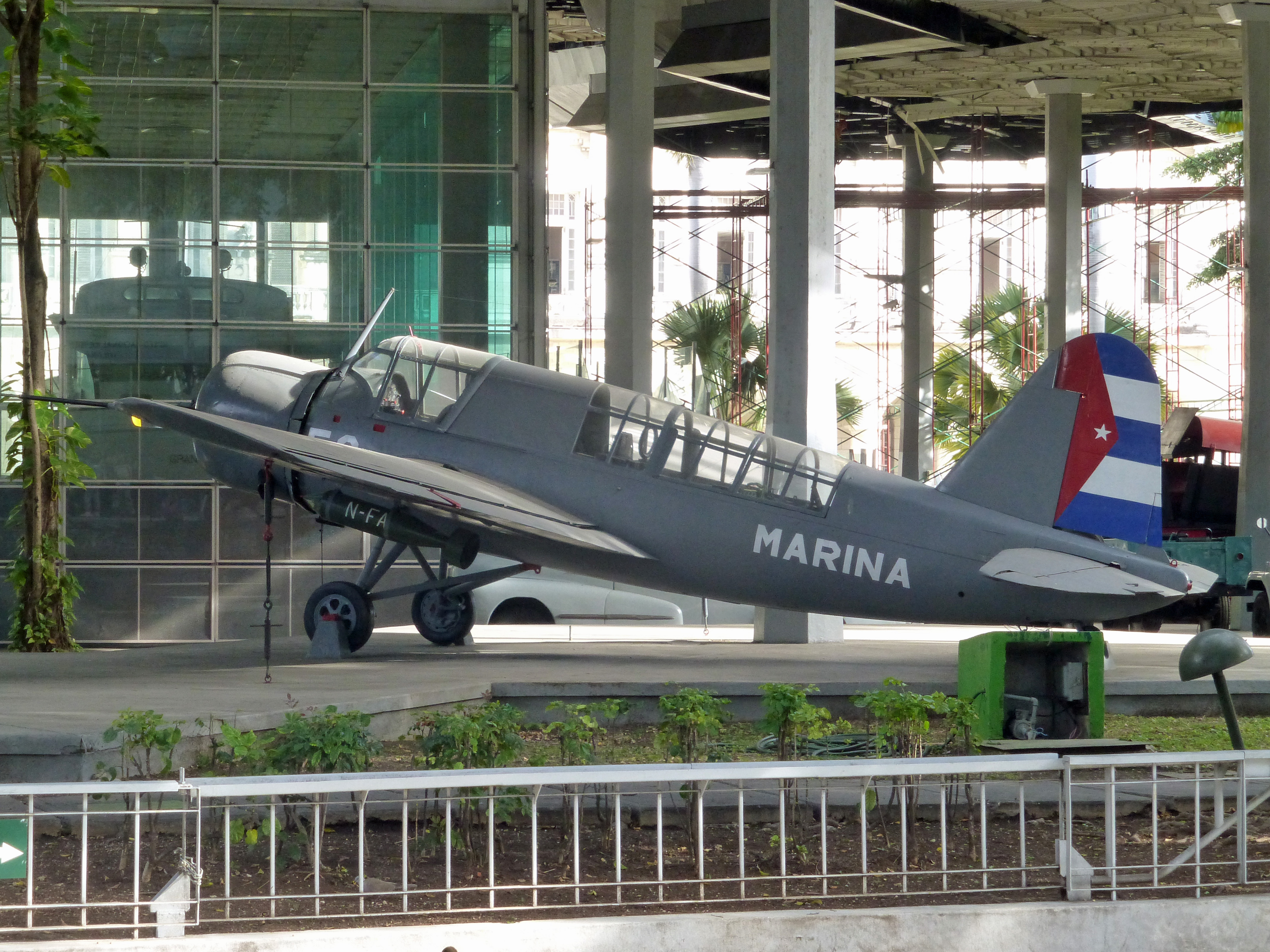
Um Vought OS2U-3 naval cubano

  - 2661º Esquadrão - MiG-29, MiG-23ML
  - 5010º Esquadrão de Interceptação - MiG-21BIS e MiG-21UM
- La Coloma
  - 1660º Esquadrão de Treinamento Primário - L-39C
- Santa Clara
  - Comando Aéreo Tático – MiG-23 e MiG-23UB
  - 2661º Esquadrão de Bombardeiros
  - 1890º Regimento de Interceptação – MiG-21B e MiG-21UM
  - Esquadrão de Helicópteros - Mi-17
- Cienfuegos
  - 3684º Regimento de Helicópteros - Mi-8TB, Mi-24D e Mi-35
- Holguín
  - Esquadrão de Transporte - Mil Mi-17
  - 3710º Esquadrão de Interceptação e Treinamento
- Santiago de Cuba
  - 35º Regimento de Transporte - An-2 e An-26
  - 36º Regimento de Helicópteros - Mi-8 e Mi-24
- Playa Baracoa
  - 3710º Esquadrão de Interceptação e Treinamento
  - 3688º Regimento de Transporte - An-26
  - 3405º Esquadrão de Transporte Executivo - Yak-40 VIP, An-26M, Mi-8P e Mi-8TB
  - 3404º Esquadrão de Transporte - An-2